# Янссенс, Марсель
Марсель Янссенс (нидерл. Marcel Janssens; 30 декабря 1931, коммуна Эдегем, провинция Антверпен, Бельгия — 29 июля 1992, коммуна Маркедал, провинция Восточная Фландрия, Бельгия)  — бельгийский профессиональный шоссейный велогонщик в 1954—1965 годах. 

## Достижения
1951
1-й   Чемпион Бельгии - Групповая гонка (любители)
1952
1-й Mainfranken-Tour
1953
1-й — Этап 11 Вуэльта Каталонии
1955
1-й Tour de l'Ouest — Генеральная классификация
1-й — Этап 1
1-й Шельда — Дандр — Лис
1-й — Этап 1 часть b (КГ) Trois Jours d'Anvers
2-й Схелдепрейс
2-й Трофео Баракки
3-й Гран-при Наций
5-й Чемпионат мира — Групповая гонка (проф.)
10-й Джиро ди Ломбардия
1956
2-й Схелдепрейс
4-й Гент — Вевельгем
5-й Тур Люксембурга — Генеральная классификация
8-й Гран-при Наций
1957
2-й Тур де Франс — Генеральная классификация
3-й — Горная классификация
1-й — Этап 4
4-й Флеш Валонь
7-й Вызов Дегранж-Коломбо
7-й Схелдепрейс
9-й Омлоп Хет Ниувсблад
1958
5-й Тур Фландрии
6-й Тур Романдии — Генеральная классификация
1-й — Этап 2
6-й Тур Швейцарии — Генеральная классификация
7-й Париж — Рубе
10-й Милан — Сан-Ремо (вместе с ещё 59 велогонщиками)
1959
1-й — Этап 10 Тур де Франс
2-й Флеш Валонь
2-й Схал Селс
3-й Париж — Рубе
1960
1-й Бордо — Париж
1-й — Этап 2b (КГ) Trois Jours d'Anvers
10-й Льеж — Бастонь — Льеж
1961
2-й Париж — Рубе
2-й Схелдепрейс
5-й Бордо — Париж
5-й Париж — Брюссель
5-й Гент — Вевельгем
1962
3-й Бордо — Париж
1963
4-й Париж — Рубе
1964
3-й Tour du Condroz
8-й Схелдепрейс

## Статистика выступлений

### Гранд-туры
| Гранд-тур                 | 1956 | 1957 | 1958 | 1959 | 1960 | 1961 | 1962 | 1963 |
| ------------------------- | ---- | ---- | ---- | ---- | ---- | ---- | ---- | ---- |
| Джиро д’Италия            | НФ   | 20   | —    | —    | —    | —    | —    | —    |
| Тур де Франс              | 32   | 2    | НФ   | 25   | НФ   | —    | —    | НФ   |
| (c 2010 ) Вуэльта Испании | —    | —    | —    | —    | —    | —    | 32   | —    |

| —  | Не участвовал  |
| НФ | Не финишировал |